# Венецуела на Светском првенству у атлетици на отвореном 2017.
Венецуела је учествовала на Светском првенству у атлетици на отвореном 2017. одржаном у Лондону од 4. до 13. августа четрнаести пут. Није учествовала 1993 и 2005. године. Репрезентацију Венецуеле представљало је 11 учесника (4 мушкараца и 7 жена) који су се такмичили у 8 дисциплина (3 мушке и 5 женских).,
На овом првенству Венецуела је по броју освојених медаља делила 17. место са 2 освојене медаље (злато и бронза). У табели успешности према броју и пласману такмичара који су учествовали у финалним такмичењима (првих 8 такмичара) Венецуела је са 2 учесника у финалу делила 29. место са 14 бодова.
| Плас. | Земља     | 1. место | 2. место | 3. место | 4. место | 5. место | 6. место | 7. место | 8. место | Бр. фин. | Бод. |
| ----- | --------- | -------- | -------- | -------- | -------- | -------- | -------- | -------- | -------- | -------- | ---- |
| =29.  | Венецуела | 1        | 0        | 1        | 0        | 0        | 0        | 0        | 0        | 2        | 14   |

## Учесници
| Мушкарци: - Луис Алберто Орта — Маратон - Хосе Пења — 3.000 м препреке - Ричард Варгас — 20 км ходање - Еуре Јањез — Скок увис | Жене: - Андреа Пурика — 100 м - Недиам Варгас — 200 м - Марија Грација Бјанчи — Маратон - Јолимар Пинеда — Маратон - Миланхела Росалес — 20 км ходање - Робеилис Пеинадо — Скок мотком - Јулимар Рохас — Троскок |  |

## Освајачи медаља (2)

### злато (1)
- Јулимар Рохас — Троскок

### бронза (1)
- Робеилис Пеинадо — Скок мотком

## Резултати

### Мушкарци
| Атлетичар         | Дисциплина       | Лични рекорд | Квалификације | Квалификације | Полуфинале | Полуфинале | Финале               | Финале          | Детаљи                                   |
| Атлетичар         | Дисциплина       | Лични рекорд | Резултат      | Место         | Резултат   | Место      | Резултат             | Место           | Детаљи                                   |
| ----------------- | ---------------- | ------------ | ------------- | ------------- | ---------- | ---------- | -------------------- | --------------- | ---------------------------------------- |
| Луис Алберто Орта | Маратон          | 2:18:53      |               |               |            |            | 2:33:42 ЛРС          | 67 / 71 (100)   | Архивирано на веб-сајту (14. април 2018) |
| Хосе Пења         | 3.000 м препреке | 8:20,87      | 8:37,15       | 12. у гр 1    |            |            | Није се квалификовао | 31 / 44 (45)    |                                          |
| Ричард Варгас     | 20 км ходање     | 1:22:24      |               |               |            |            | Дисквалификован      | Дисквалификован | Архивирано на веб-сајту (13. април 2018) |
| Еуре Јањез        | скок увис        | 2,31 НР      | 2,29          | 8. у гр. Б    |            |            | Није се квалификовао | 19 / 26 (27)    |                                          |

### Жене
| Атлетичарка           | Дисциплина   | Лични рекорд | Квалификације      | Квалификације      | Полуфинале            | Полуфинале            | Финале                | Финале       | Детаљи |
| Атлетичарка           | Дисциплина   | Лични рекорд | Резултат           | Место              | Резултат              | Место                 | Резултат              | Место        | Детаљи |
| --------------------- | ------------ | ------------ | ------------------ | ------------------ | --------------------- | --------------------- | --------------------- | ------------ | ------ |
| Андреа Пурика         | 100 м        | 11,25 НР     | 11,43 (.425)       | 6. у гр. 6         | Нису се квалификовале | Нису се квалификовале | Нису се квалификовале | 29 / 52 (54) |        |
| Недиам Варгас         | 200 м        | 23,07        | 24,35              | 5. у гр. 5         | Нису се квалификовале | Нису се квалификовале | Нису се квалификовале | 44 / 46 (49) |        |
| Марија Грација Бјанчи | Маратон      | 2:44:39      |                    |                    |                       |                       | 3:04:11               | 77 / 78 (92) |        |
| Јолимар Пинеда        | Маратон      | 2:41:32      | Није завршила трку | Није завршила трку |                       |                       |                       |              |        |
| Миланхела Росалес     | 20 км ходање | 1:35:10      | 1:38:08            | 46 / 52 (61)       |                       |                       |                       |              |        |
| Робеилис Пеинадо      | Скок мотком  | 4,65 НР      | 4,55 кв            | 1. у гр. А         |                       |                       | 4,65 =НР              |              |        |
| Јулимар Рохас         | Троскок      | 15,02        | 14,52 КВ           | 1. у гр. А         | 14,92                 |                       |                       |              |        |